# Салон де варьете
«Салон де варьете» — очерк русского писателя XIX-XX века Антона Павловича Чехова, написанный в 1881 году и впервые опубликованный под псевдонимом Антоша Ч. в одиннадцатом номере художественно-юмористического журнала «Зритель». Разрешение цензурного комитета было получено 4 октября. Иллюстрации к произведению были сделаны Николаем Павловичем Чеховым.
Действие в очерке происходит в популярном в Москве в конце XIX века музыкально-увеселительном заведении «Салон де варьете» на Большой Дмитровке. Заведение постоянно публиковало рекламу в различных московских газетах того времени. Антона Павловича и Николая Павловича в это заведение приглашали родственники-купцы.
Прототипами упоминаемых в очерке Коли, Мухтара и Ивана Иваныча послужили реальные люди: Николай Павлович Чехов, крупный бакалейщик Ф. И. Гундобин и купец И. И. Лядов. Антон Павлович называл Гундобина Мухтаром по имени турецкого генерала Мухтар-паши, «и так сей почтенный шуянин именовался до своего восьмидесятилетнего возраста», — вспоминал позже Михаил Павлович Чехов.
В дальнейшем Антон Павлович возвращался к «Салону де варьете» в 1883 и 1884 годах в цикле фельетонов «Осколки московской жизни».